# لواء المشاة التاسع (لبنان)
لواء المشاة التاسع هو لواء عسكري تابع للجيش اللبناني شارك في الحرب الأهلية اللبنانية، وقد أسس في يناير 1983.

## التأسيس
في أعقاب الغزو الإسرائيلي للبنان في يونيو - سبتمبر 1982، اقتنع الرئيس أمين الجميل، بأن وجود قوة دفاع وطنية قوية وموحدة شرطا أساسيا لإعادة بناء الأمة، وأعلن خططاً لتكوين جيش يضم 60 ألف رجل منظم في اثني عشر لواء (تم إنشاؤها من أفواج المشاة الحالية)، مدربين ومجهزين من قبل فرنسا والولايات المتحدة.
في 1 مارس 1983 تم دمج فوج المشاة التاسع مع الفوج المضاد للدبابات، وفوج الهندسة والكتيبة 801 في مجموعة لواء عددهم 2000 مقاتل معظمهم من المسيحيين الموارنة من شمال عكار ومناطق الكورة، وعدد من السنة والشيعة. في البداية تم تعيين لواء الدعم العام (GSB) وغيرت الوحدة الجديدة اسمها في 10 سبتمبر من ذلك العام إلى "اللواء التاسع"، الذي أصبح رسميًا في 1 يناير 1984 لواء المشاة التاسع.

## شعار
يتألف الشعار من برق يرمز إلى جهوزية دائمة وتنفيذ سريع وقبضة تمسك بسيف الحق ونقطتي دم ترمزان إلى العطاء دون حدود.

## تاريخ القتال

### الحرب الأهلية اللبنانية
تم نشر اللواء التاسع بقيادة اللواء منير مرعي خلال الحرب الجبلية في ضواحي بيروت الحازمية وسن الفيل،  وخلال معركة غرب بيروت في 6 فبراير 1984 عززت كتيبة المشاة 91 والكتيبة المدرعة 94 بقيادة العقيد سامي ريحانة وحدات الجيش اللبناني المنتشرة في القطاع الغربي من المدينة التي تقاتل الميليشيات الإسلامية المناهضة للحكومة، حيث وضعت هاتان الكتيبتان تحت تصرف اللواء السابع بين منطقة الميناء وساحة السوديكو في حي الناصرة في منطقة الأشرفية بشرق بيروت.
ونظرًا لكونها موالية تمامًا للحكومة العسكرية المؤقتة للجنرال ميشال عون فإن غالبية كتائب اللواء - باستثناء واحدة، منتشرة في منطقة الميناء - وضعت على طول قطاع الحازمية من الخط الأخضر، حيث قاتلوا بنجاح مليشيا القوات اللبنانية بقيادة إيلي حبيقة خلال محاولة الانقلاب للسيطرة على شرق بيروت في يناير 1986. حيث اشتبك اللواء مرة أخرى مع القوات اللبنانية في فبراير 1990 وهذه المرة في قطاع بدارو - فرن الشباك أثناء حرب القضاء.

### سنوات ما بعد الحرب الأهلية 1990 حتى الآن
عند نهاية الحرب في أكتوبر 1990 أُعيد دمج اللواء التاسع في هيكل القوات المسلحة اللبنانية.

## روابط خارجية
- Histoire militaire de l'armée libanaise de 1975 à 1990 (باللغة الفرنسية )
- الموقع الرسمي للقوات المسلحة اللبنانية
- دليل لبنان العسكري من GlobalSecurity.org
- وكالة المخابرات المركزية - كتاب حقائق العالم - لبنان نسخة محفوظة 12 سبتمبر 2019 على موقع واي باك مشين.
- مؤشر اعتراف الجيش بالمعدات العسكرية اللبنانية نسخة محفوظة 19 سبتمبر 2020 على موقع واي باك مشين.
- قوة النيران العالمية - القوة العسكرية اللبنانية
- الجيش اللبناني يحاول إعادة تسليح وتحديث نفسه
- قائمة الرغبات العسكرية اللبنانية 2008/2009 - New York Times
- MilitaryPhotos. نت، الجيش اللبناني
- MilitaryPhotos. نت، الجيش اللبناني - مناقشات الموضوع